# Andrej Szergejevics Arsavin
Andrej Szergejevics Arsavin (Leningrád, 1981. május 29. –) orosz válogatott labdarúgó, csatár.
2000-ben a Zenyit játékosaként kezdte pályafutását, és számos trófeát, többek közt két bajnoki címet és UEFA-kupát nyert a csapattal. Az itt töltött időszakában az év játékosának is megválasztották.
2009-ben 15 millió fontért írt alá az Arsenalhoz, ezzel akkor a csapat legdrágább igazolásának számított.

## Pályafutása

### Kezdeti évek
Andrej Szergejevics Arsavin Leningrádban született (ma Szentpétervár), 1981. május 21-én. Andrej édesapja is amatőr labdarúgó volt a helyi csapatban. Fiatal korában túlélt egy autóbalesetet, majd amikor 12 éves volt szülei elváltak, ő édesanyjával egy másfél szobás garzonban nőtt fel.
7 éves volt amikor beiratkozott a Smena labdarúgó akadémiára, ami a helyi futballcsapat, a Zenyit Szankt-Petyerburg utánpótlás együttese. Édesapja 40 évesen szívelégtelenségben elhunyt, Andrej pedig csak a futballal foglalkozott, az iskolában gyakran voltak magatartási problémái. Három könyvet is írt, 555, Kérdések és válaszok, valamint Nők, pénz, politika és foci címmel.

### Zenit

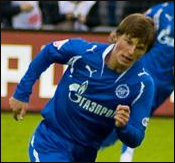
Arsavin a Zenitben 2009-ben.

Andrej 2000-ben került fel az első csapat keretéhez, egy Bradford City elleni Intertotó-kupa mérkőzésen debütált. A pályán több pozícióban is kipróbálták, szélső középpályás, valamint a középpálya közepén, végül amolyan második csatárként, az irányító pozíciójában nyújtotta a legjobb teljesítményt.

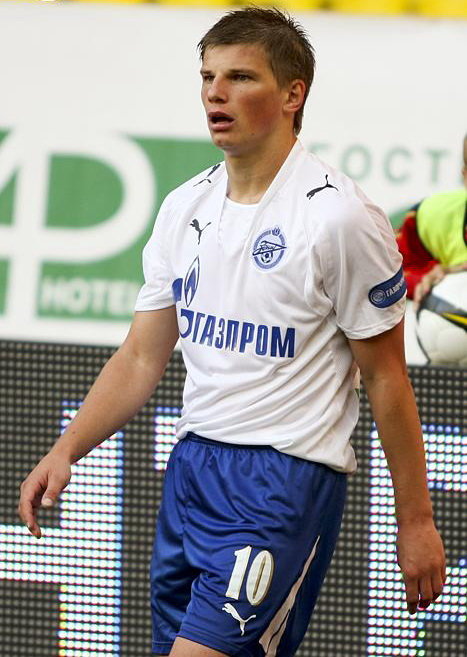
Arshavin a Zenit mezében 2008-ban.

A 2007-es szezonban Sava (Шава orosz), ahogy a szurkolók becézték,  nagyszerű teljesítményt nyújtott, 30 bajnoki mérkőzésen tizenegy gólt szerzett és ugyanennyi gólpasszt osztott ki,  hozzásegítve a szentpétervári csapatot története első bajnoki címéhez. (A Szovjetunió utáni időszakot számítva.) Arsavin kulcsembere volt a Zenit UEFA-kupa menetelésének, a 2008-as sorozat döntőjében győzelemhez segítette csapatát, majd őt választották a mérkőzés emberének. 2008 októberében jelölték az Aranylabdára.
Andrej a 2008-as Európa-bajnokságon is nagyszerűen szerepelt a bronzérmet szerző orosz csapat kulcsembere volt, és ez több európai élklub érdeklődését is felkeltette. A nyári átigazolási szezonban a Barcelona 15millió -, míg a Tottenham 16 millió fontot kínált érte, azonban a Zenit mindkét ajánlatot visszautasította, és ekkor úgy tűnt, hogy Arsavin marad a Zenitben, de a menedzsere is úgy nyilatkozott, hogy ez az utolsó itteni idénye.
2009 februárjában újabb ajánlatok érkeztek érte, az átigazolási szezon utolsó napján, egy órával a határidő letelte előtt klubja végül elfogadta az Arsenal ajánlatát. Az átigazolás majdnem kútba esett, a Zenit többször is késleltette a szerződés megkötését, valamint az egyébként nem publikus átigazolási összeg sem érkezett meg időben az oroszok számlájára. Végül az UEFA és az Angol labdarúgó-szövetség külön engedélyével Arsavin a londoniak játékosa lett.

### Arsenal

#### 2008–09

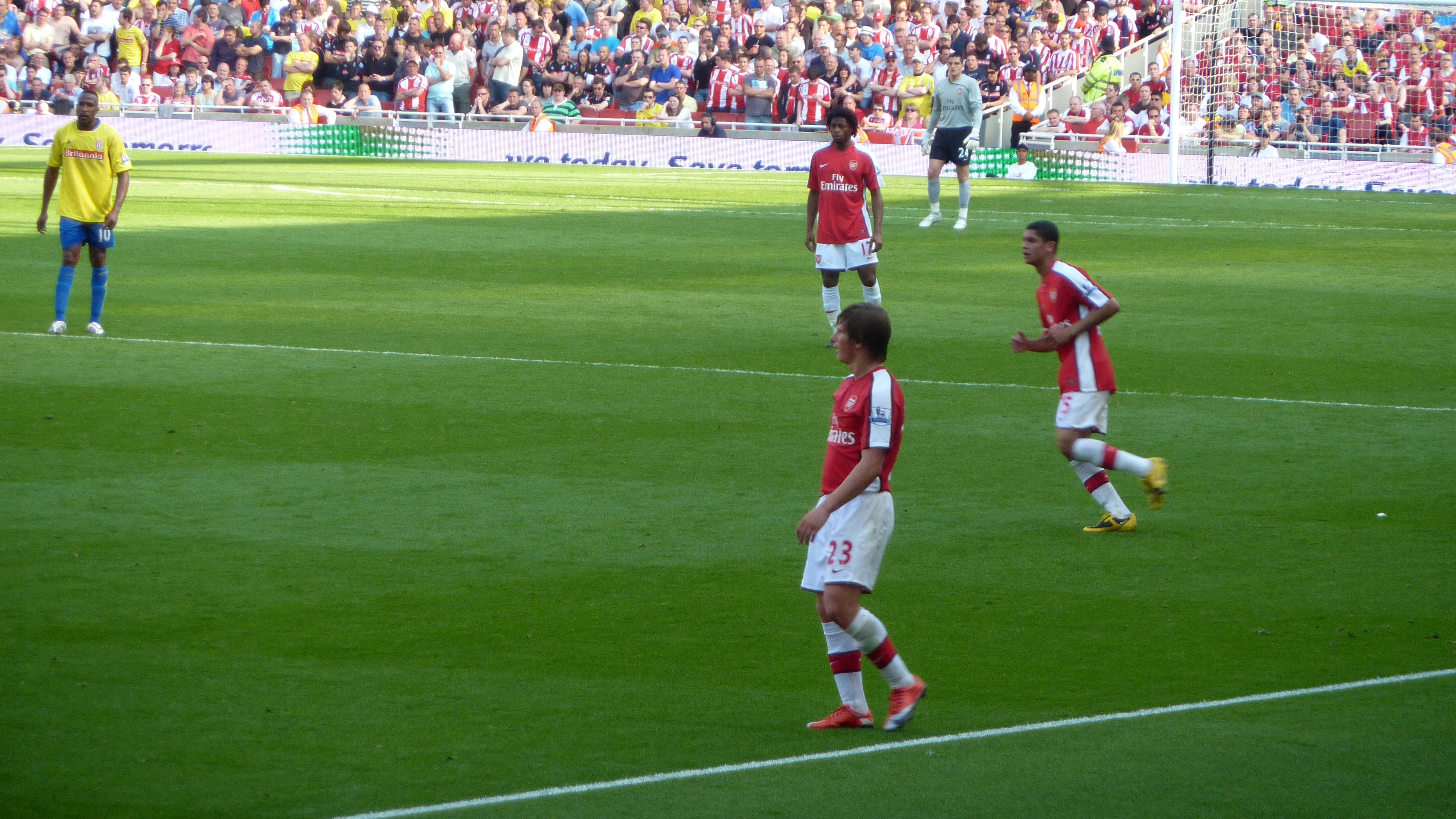
Arshavin akcióban az Arsenal mérkőzésén

Új klubjánál a 23-as számú mezt kapta. Mivel a Zenit színeiben már játszott a BL-ben, ebben a sorozatban nem számíthatott rá Arsène Wenger. 2009. február 21-én debütált a Sunderland elleni mérkőzésen. Első gólját március 3-án, a West Bromwich ellen szerezte. Március 14-én gólt lőtt, majd gólpasszt adott Kolo Tourénak a Balckburn Rovers elleni bajnokin.
Április 21-én a Liverpoolnak négy gólt lőtt, ráadásul idegenben, a mérkőzés 4-4-es döntetlenre végződött, természetesen őt választották a találkozó legjobbjának. Májusban jelölték a hónap játékosa díjra, míg a szurkolók áprilisban és májusban is csapata legjobbjának választották.

#### 2009–10
2009 augusztusában megnyerték a hagyományos Emirates Kupát, Arsène Wenger pedig nem győzte dicsérni. "Andrej tudja, hogy most a szezon kezdetétől a csapat tagja, remélem a csapat is tudja ő milyen fontos játékosunk. Nagy hatással lehet a játékunkra." Arsavin jól kezdte az idényt, augusztusban betalált a Bajnokok Ligájában a Celticnek, majd gólt lőtt a Manchester Unitednek is, majd decembertől a sérült Robin van Persiet helyettesítette a csatár posztján. December 13-án újra betalált a Liverpoolnak, ezúttal is az Anfielden és ezúttal is megválasztották a mérkőzés legjobbjának. A tavaszi szezon nem sikerült ennyire jól,
januárban is és májusban is kidőlt sérülés miatt hosszabb-rövidebb időre.

#### 2010–11

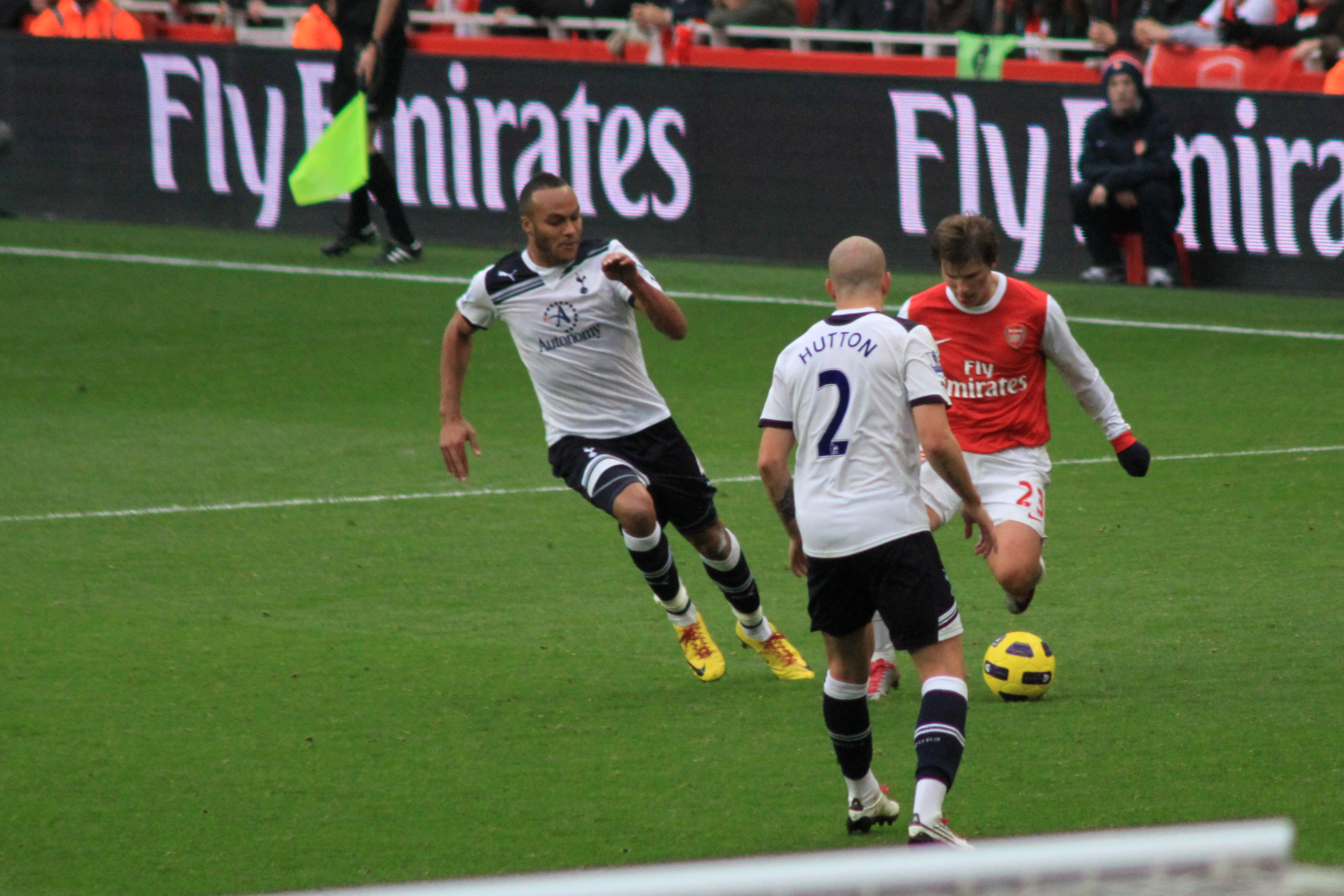
Arsavin a rivális Tottenham elleni mérkőzésen 2010 novemberében

Arsavin nagyszerűen kezdte a 2010-2011-es szezont, betalált a Blackpool elleni bajnoki nyitányon, majd a következő fordulóban a Blackburn ellen is eredményes volt.

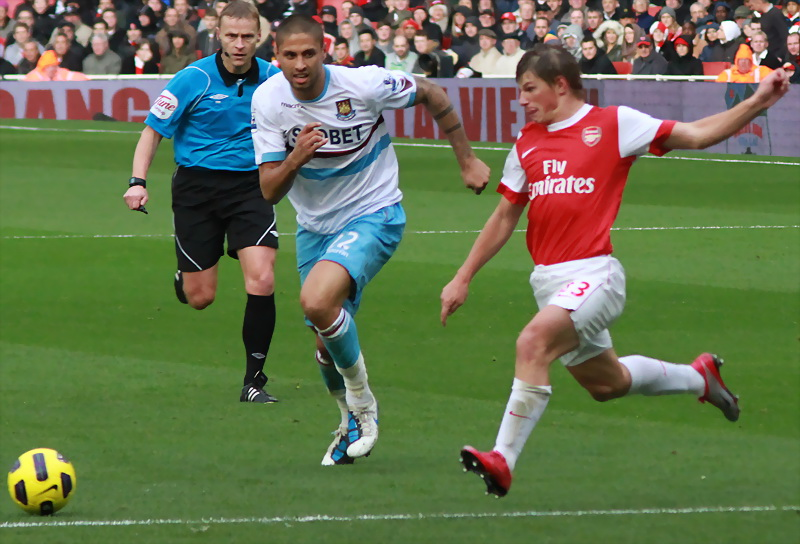
Arsavin a West Ham United elleni bajnokin.

Szeptember 10-én, a SC Braga elleni Bajnokok Ligája csoportmérkőzésen két gólpasszt adott, a következő fordulóban viszont védte büntetőjét az FK Partizan kapusa, Vladimir Stojković. A Tottenham elleni ligakupa mérkőzésen csapata negyedik gólját szerezte. November 27-én betalált az Aston Villának, és nagyszerű ollózós gólt szerzett a Wigannel szemben december 29-én. A mérkőzés legjobbjának is megválasztották a találkozó után.
2011-ben február 1-jén szerezte első gólját az Everton elleni bajnokin, a szurkolók ezúttal is a mérkőzés legjobbjának választották. Február 16-án a Barcelonának is gólt rúgott, az Arsenal először győzte le története során a katalán csapatot. Február 20-án a Leyton Orient elleni FA-kupa mérkőzés után ismét őt választották a találkozó legjobbjának.

#### 2011–12
2011. szeptember 11-én szerezte első gólját az idényben a Swansea City ellen, Michel Vorm kapus nagy hibája után. A Manchester United elleni haza mérkőzésen a szurkolók egy része kifütyülte a lecserélésekor. 2012. február 12-én győztes gólpasszt adott a Sunderland ellen Thierry Henrynak, majd egy kisebb sérülése után éppen a francia játékos miatt kapott egyre kevesebb lehetőséget.

### Zenit (kölcsönben)
Heves találgatások övezték Arsavin átigazolását, felröppent  a hír, hogy csatlakozik a Guus Hiddink edzette Anzsi csapatához, azonban végül volt klubja, a Zenyit vette kölcsön az idény végéig.  A CSZKA Moszkva ellen lépett pályára ismét régi-új csapatában, március 3-án, és az idény hátralevő részében 11 bajnokin három góllal segítette csapatát.

### Visszatérés a Zenyitbe

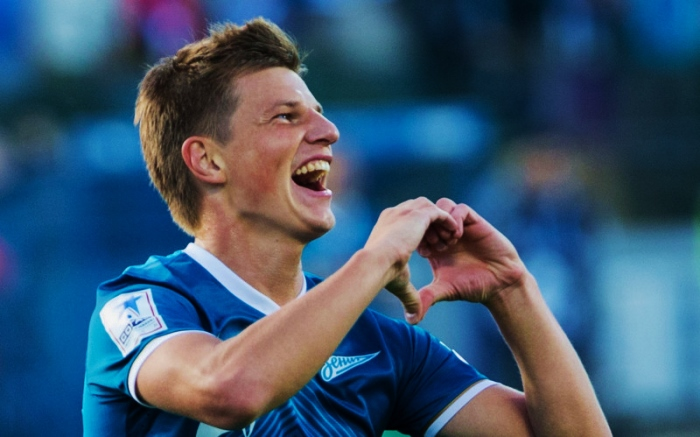
Arsavin ünnepli a Zenit gólját.2013

Miután szabadon igazolhatóvá vált, 2013. június 27-én bejelentették, hogy két évre a Zenithez szerződött. Ekkor Arsavin úgy nyilatkozott, hogy nagyon boldog, hogy újra a szentpéterváriak mezét viselheti.
A 2013-2014-es idényben július 26-án, a Kubany Krasznodar ellen szerezte az első gólját, összességében 21 mérkőzésen két góllal segítette az újabb bajnoki címet szerző csapatát.

### FK Kubany
2015. július 13-án egyéves szerződést írt alá a Kubany Krasznodar csapatához. A szerződést közös megegyezéssel 2016 február 1-jén felbontották.

### Kajrat Almati
Március 18-án egy évre aláírt a kazah Kajrat Almatihoz.

## A válogatottban

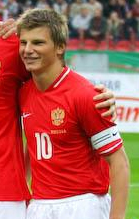
Arsavin az orosz válogatott mezében.

Arsavin 2002 május 17-én mutatkozott be az orosz válogatottban, így a 2002-es világbajnokságon, sem pedig a 2004-es Európa-bajnokságon nem vették számításba. Első gólját a nemzeti csapatban 2003 februárjában a románok ellen szerezte, a 2008-as EB-selejtezők alatt pedig már ő volt a válogatott csapatkapitánya. 

### UEFA Euro 2008

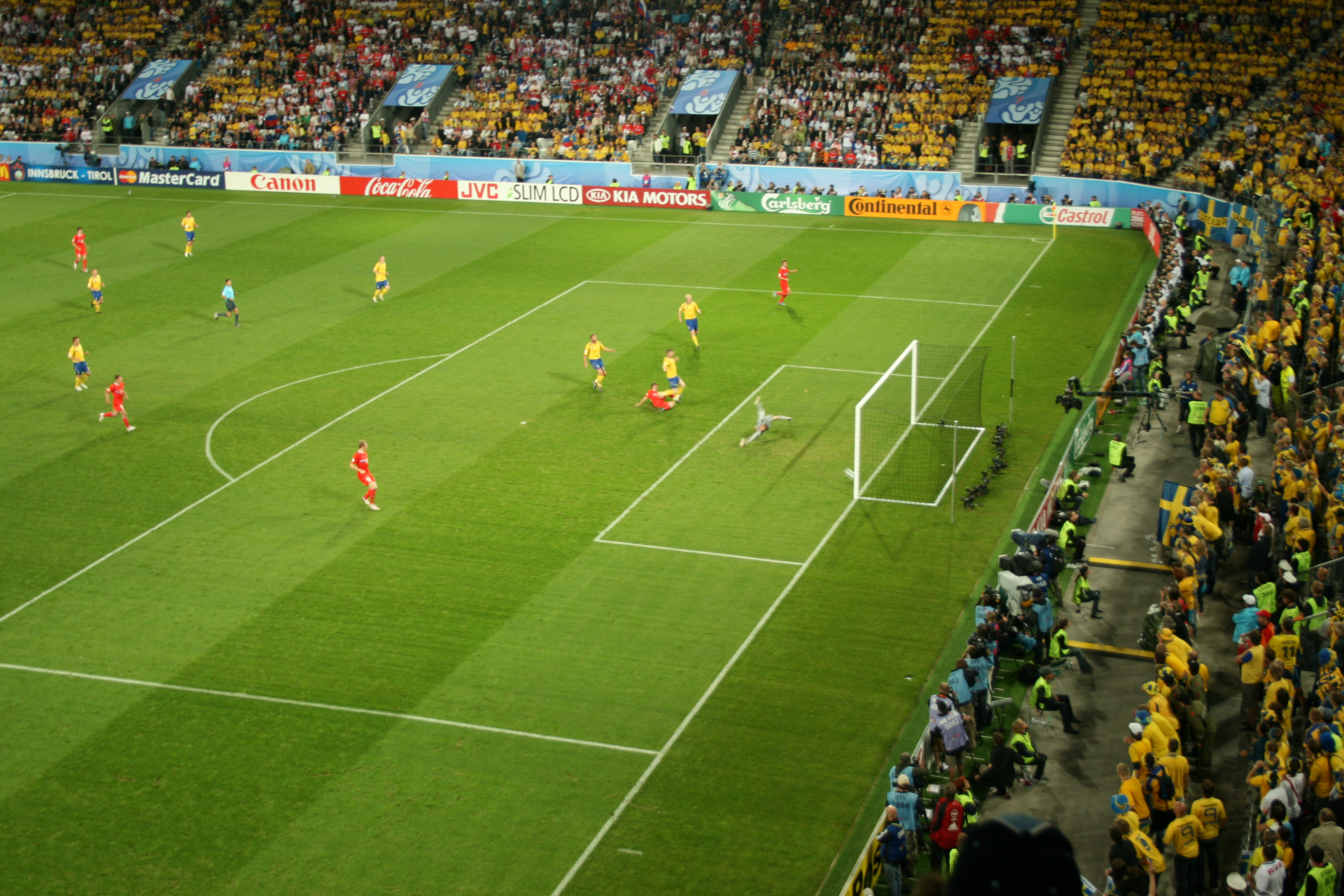
Arsavin gólja a svédek ellen a 2008-as Európa-bajnokságon.

A 2008-as Európa-bajnokság első két csoportmérkőzésén nem számíthatott rá Guus Hiddink szövetségi kapitány eltiltása miatt, azonban a svédek elleni utolsó fordulóban két gólt lőtt és gólpasszt adott, az orosz válogatott pedig továbbjutott a következő körbe. A hollandok elleni negyeddöntőben megismételte ezt a bravúrt, ezúttal is duplázott, majd gólpasszt adott Dmitrij Torbinszkijnek. Őt választották a mérkőzés emberének, majd bár a későbbi győztes spanyoloktól vereséget szenvedtek, Arsavint jelölték a torna álomcsapatába, valamint bronzérmet szerzett a tornán.

### UEFA Euro 2012
Miután a 2010-es világbajnokság pótselejtezőjét elvesztették a szlovénok ellen, a 2012-es Európa-bajnokságra ismét sikerült kijutnia az orosz válogatottnak. A tornán Arsavin a nemzeti csapat kapitányaként vett részt. A tornán mind a csapat mind pedig Arsavin játéka csalódást okozott, amiért a torna után Andrej elnézést kért a szurkolóktól.

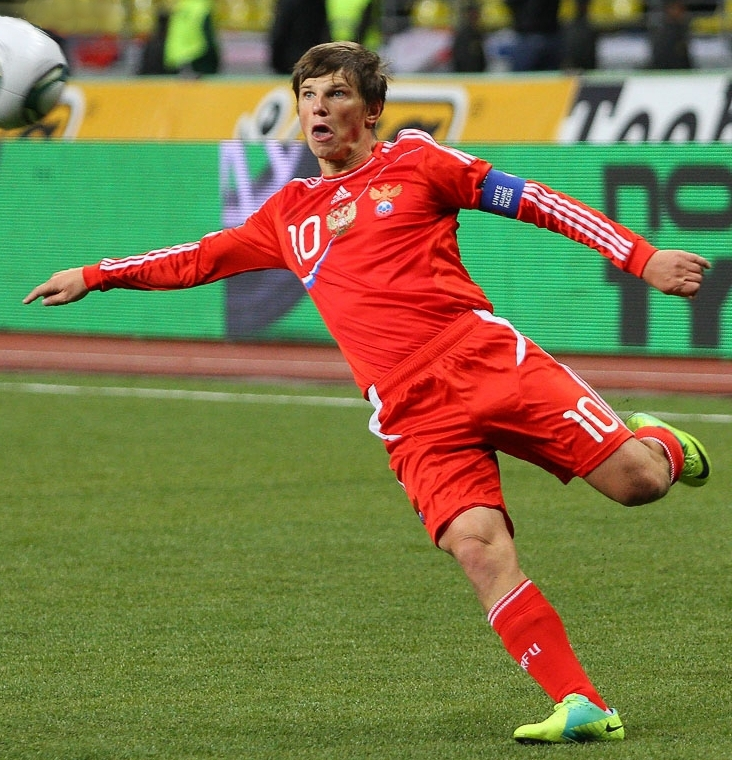
Arshavin az orosz válogatott kapitányaként 2011-ben.

Fabio Capello érkezésével Arsavin fokozatosan kimaradt a válogatott keretéből.

## Sikerei, díjai

### Klubcsapattal
- Zenyit:
- Orosz bajnok: 2007, 2011-12, 2014-15
- Orosz ligakupakupa-győztes: 2003
- Orosz szuperkupa-győztes: 2008
- UEFA-kupa-győztes: 2008
- UEFA-szuperkupa-győztes: 2008
- Kajrat Almati:
- Kazah kupagyőztes: 2017
- Kazah szuperkupa-győztes: 2017

### Válogatottal
- Európa-bajnoki bronzérmes: 2008

### Egyéni
- Az év orosz labdarúgója: 2006
- Az Európa-bajnokság All-Star csapatának tagja: 2008
- Az Aranylabda szavazás 6. helyezettje: 2008

## Pályafutása statisztikái
2016. október 1. szerint.
| FK Zenyit Szankt-Petyerburg | 2000         | 10  | 0  | 1   | 1  | 0 | 0  | 3  | 0  | 0  | 14  | 0  | 1   |   |   |   |     |     |     |
| FK Zenyit Szankt-Petyerburg | 2001         | 29  | 4  | 8   | 5  | 1 | 2  | 0  | 0  | 0  | 34  | 5  | 10  |   |   |   |     |     |     |
| FK Zenyit Szankt-Petyerburg | 2002         | 30  | 4  | 7   | 3  | 0 | 2  | 4  | 2  | 5  | 37  | 6  | 16  |   |   |   |     |     |     |
| FK Zenyit Szankt-Petyerburg | 2003         | 27  | 5  | 10  | 3  | 0 | 2  | 0  | 0  | 0  | 30  | 5  | 10  |   |   |   |     |     |     |
| FK Zenyit Szankt-Petyerburg | 2004         | 28  | 6  | 8   | 4  | 2 | 1  | 8  | 4  | 1  | 40  | 12 | 10  |   |   |   |     |     |     |
| FK Zenyit Szankt-Petyerburg | 2005         | 29  | 9  | 9   | 3  | 0 | 0  | 13 | 5  | 3  | 45  | 14 | 12  |   |   |   |     |     |     |
| FK Zenyit Szankt-Petyerburg | 2006         | 28  | 7  | 13  | 4  | 0 | 1  | 0  | 0  | 0  | 32  | 7  | 14  |   |   |   |     |     |     |
| FK Zenyit Szankt-Petyerburg | 2007         | 30  | 10 | 11  | 2  | 1 | 4  | 14 | 4  | 10 | 46  | 15 | 25  |   |   |   |     |     |     |
| FK Zenyit Szankt-Petyerburg | 2008         | 27  | 6  | 8   | 1  | 1 | 0  | 6  | 0  | 1  | 34  | 7  | 8   |   |   |   |     |     |     |
| FK Zenyit Szankt-Petyerburg | Összesen     | 238 | 51 | 75  | 26 | 5 | 13 | 46 | 15 | 20 | 312 | 71 | 107 |   |   |   |     |     |     |
| Arsenal                     | 2008–09      | 12  | 6  | 5   | 3  | 0 | 2  | —  | —  | —  | —   | —  | —   | — | — | — | 15  | 6   | 7   |
| Arsenal                     | 2009–10      | 30  | 10 | 1   | 1  | 0 | 0  | —  | —  | —  | 8   | 2  | 5   | — | — | — | 39  | 12  | 6   |
| Arsenal                     | 2010–11      | 37  | 6  | 11  | 5  | 0 | 2  | 4  | 1  | 2  | 6   | 3  | 2   | — | — | — | 52  | 10  | 17  |
| Arsenal                     | 2011–12      | 19  | 1  | 3   | 1  | 0 | 0  | 2  | 1  | 1  | 5   | 0  | 0   | — | — | — | 27  | 2   | 4   |
| Arsenal                     | Összesen     | 99  | 23 | 20  | 10 | 0 | 4  | 6  | 2  | 3  | 19  | 5  | 7   | 0 | 0 | 0 | 133 | 30  | 34  |
| FK Zenyit Szankt-Petyerburg | 2011–12      | 10  | 3  | 4   | 1  | 0 | 0  | —  | —  | —  | —   | —  | —   | — | — | — | 11  | 3   | 4   |
| FK Zenyit Szankt-Petyerburg | Összesen     | 10  | 3  | 4   | 1  | 0 | 0  | 0  | 0  | 0  | 0   | 0  | 0   | 0 | 0 | 0 | 11  | 3   | 4   |
| Arsenal                     | 2012–13      | 7   | 0  | 0   | —  | — | —  | 2  | 1  | 4  | 2   | 0  | 0   | — | — | — | 11  | 1   | 4   |
| Arsenal                     | Összesen     | 7   | 0  | 0   | 0  | 0 | 0  | 2  | 1  | 4  | 2   | 0  | 0   | 0 | 0 | 0 | 11  | 1   | 4   |
| FK Zenyit Szankt-Petyerburg | 2013–14      | 21  | 2  | 5   | 1  | 0 | 0  | —  | —  | —  | 11  | 2  | 2   | 1 | 0 | 0 | 34  | 4   | 8   |
| FK Zenyit Szankt-Petyerburg | 2014–15      | 14  | 1  | 0   | 2  | 1 | 0  | —  | —  | —  | 5   | 0  | 0   | — | — | — | 21  | 2   | 0   |
| FK Zenyit Szankt-Petyerburg | Összesen     | 35  | 3  | 5   | 3  | 1 | 0  | 0  | 0  | 0  | 16  | 2  | 2   | 1 | 0 | 0 | 55  | 6   | 8   |
| FK Kubany Krasznodar        | 2015–16      | 8   | 0  | 0   | 1  | 0 | 0  | —  | —  | —  | —   | —  | —   | — | — | — | 9   | 0   | 0   |
| FK Kubany Krasznodar        | Összesen     | 8   | 0  | 0   | 1  | 0 | 0  | 0  | 0  | 0  | 0   | 0  | 0   | 0 | 0 | 0 | 9   | 0   | 0   |
| Kajrat Almati FK            | 2016         | 25  | 8  | 8   | 3  | 0 | 1  | —  | —  | —  | 4   | 2  | 0   | — | — | — | 32  | 10  | 9   |
| Kajrat Almati FK            | Összesen     | 25  | 8  | 8   | 3  | 0 | 1  | 0  | 0  | 0  | 4   | 2  | 0   | 0 | 0 | 0 | 32  | 10  | 9   |
| Career total                | Career total | 421 | 89 | 125 | 40 | 5 | 14 | 8  | 3  | 7  | 91  | 25 | 26  | 3 | 1 | 0 | 561 | 121 | 172 |

### Válogatott
| Oroszország | Oroszország   | Oroszország |
| Év          | Pályára lépés | Gólok       |
| ----------- | ------------- | ----------- |
| 2002        | 2             | 0           |
| 2003        | 1             | 1           |
| 2004        | 4             | 2           |
| 2005        | 9             | 4           |
| 2006        | 7             | 2           |
| 2007        | 10            | 1           |
| 2008        | 8             | 5           |
| 2009        | 9             | 1           |
| 2010        | 7             | 0           |
| 2011        | 10            | 0           |
| 2012        | 8             | 1           |
| Összesen    | 75            | 17          |